# ディーン・ラディン
ディーン・ラディン（Dean Radin, 1952年2月29日）はアメリカ合衆国の超心理学の研究者。カリフォルニア州ペタルーマにあるInstitute of Noetic Sciencesの研究主任を2001年より務めている。アメリカ超心理学会の元会長。 またExplore: The Journal of Science & Healing誌の共同編集長。
ラディンの考えと取り組みは、超常的な主張に懐疑的な科学者や哲学者から批判にさらされてきた。ラディンの初の著作The Conscious Universe（意識の宇宙）の批評が、『ネイチャー』に掲載され、この分野でよく知られていたでっち上げによって統計的誤差を生じさせ、また超心理学的なデータのために、妥当な非超常的な説明を黙殺したことで批判された。

## 人生初期
5年間音楽界のヴァイオリニストとして働き、イリノイ大学アーバナ・シャンペーン校で電気工学の学士を取得、さらにマサチューセッツ大学アマースト校で電気工学と教育心理学の博士を取得した。その後
、ベル研究所に勤務した後、プリンストン大学、エディンバラ大学などで研究者としてのキャリアを重ねた。

## 超心理学
ラディンは、1988年、1993年、1998年、2005年に超心理学会長に選出され、多くの超心理学の記事や、超常現象を裏付ける論文を書き、また一般大衆に向けて2冊の著作 The Conscious Universe と『量子の宇宙でからみあう心たち』を出版した。ラディンにとって、超心理学はほかの科学と同様に再現性があると考えているが、社会学者のエリック・グッドによれば、この分野の研究は再現が困難で、理解も完全ではない:157。
ラディンによる超常的な主張は、懐疑的かつ主流の科学コミュニティに厳しく却下されてきており、一部の人々は彼は疑似科学だと示したり、彼は自然科学を誤解していると指摘している:158。物理学者のロバート・L・パークによれば、長年膨大なデータが収集されたが、その結果は実験開始時よりも説得力を失っているものである。
超常現象の研究は、ほかの科学の領域と同じ水準が保てているとラディンは主張しているが、多くの超心理学者がそのような見解には同意せず、一貫性や再現性、科学的な基準を満たしていないということを公然と認めるものだと、レイ・ハイマンが記している。
人間の精神が乱数生成装置に対して超自然的に影響を与えるというラディンらの主張を、心理学者のデイビッド・B・ウィルソンとウィリアム・R・シェイディッシュがPsychological Bulletinにおいて批判した。ラディンは超常現象を量子力学から説明しようとするが、そのような考えはある種の量子力学を疑似科学だとする物理学者によって批判されている。

## 著作
- 竹内薫監修、石川幹人訳 『量子の宇宙でからみあう心たち』徳間書店〈超知ライブラリー〉、2007年。ISBN 978-4-19-862379-1。